# Reticutriton elsmerensis
Reticutriton elsmerensis is een uitgestorven slakkensoort uit de familie van de Cymatiidae. De wetenschappelijke naam van de soort werd voor het eerst geldig gepubliceerd in 1914 door English als Gyrineum elsmerense.